# Щелево (Красноярский край)
Щелево (Щелевский улус) — деревня в Бирилюсском районе Красноярского края России. Входит в состав Полевского сельсовета. Находится восточнее реки Чулым (на берегу одной из её стариц), примерно в 53 км к северо-западу от районного центра, села Новобирилюссы, на высоте 158 метров над уровнем моря.

## История
Изначально проживали чулымские татары (чулымцы), которые к началу XX века полностью ассимилировались среди русских.
По переписи 1897 года здесь проживало 117 человек, из них 104 чулымцы и 12 русских.

## Население
| 2010 |
| ---- |
| 5    |

Гендерный состав
По данным Всероссийской переписи населения 2010 года 3 мужчины и 2 женщины из 5 чел.
Национальный состав
По переписи 1897 года основным населением были чулымцы.
Согласно результатам переписи 2002 года, в национальной структуре населения русские составляли 100 %.